# Pallenopsis longimana
Pallenopsis longimana är en havsspindelart som beskrevs av Stock, J.H. 1991. Pallenopsis longimana ingår i släktet Pallenopsis och familjen Phoxichilidiidae. Inga underarter finns listade i Catalogue of Life.